# Zouc
Zouc (* 29. April 1950 in Saignelégier, Kanton Jura; eigentlich Isabelle von Allmen) ist eine Schweizer Schauspielerin und Kabarettistin.

## Leben
Auf Anraten Coghufs hin nahm Zouc Unterricht in klassischem Gesang und Musiklehre in Neuchâtel. Sie wurde Teil eines Autorenkollektivs, mit dem sie das Stück allégria erarbeitete, und erschien zum ersten Mal auf der Bühne.
1969 zog sie nach Paris, wo sie für einige Monate Kurse am Theater von Tania Balachova besuchte und im Theater La Vieille Grille ihr erstes Soloprogramm auf die Bühne brachte.
Der Maler Roger Montandon lud sie ein, für ihn zu posieren, und legte so den Grundstein für eine intensive Zusammenarbeit. Von 1970 bis 1981 spielte Zouc ihr Stück einige hundert Mal, war u. a. zu Gast im Vieux Colombier, im Théâtre de la Ville, im Le Palace und im Bobino. Währenddessen trat Zouc durch die sich ergebenden Kontakte in Jeux de massacre von Eugène Ionesco, inszeniert von Jorge Lavelli, auf sowie in Die Vögel von Aristophanes mit Musik von Antoine Duhamel in der Oper von Lyon. Sie spielte in Kinofilmen die weibliche Hauptrolle und arbeitete mit Michel Drach, William Klein, Sergei Bodrow und Jacques Doillon zusammen. In Monsieur Abel spielte sie 1983 den Gegenpart zu Pierre Dux.
1984 brachte sie in Zusammenarbeit mit Roger Montandon im Théâtre de Paris ihr Stück Zouc à l’école des femmes auf die Bühne. 1987 war sie mit einem neuen Programm im Bataclan zu sehen, das in Kollaboration mit Tara Depré entstanden ist. 1997 erlitt sie im Krankenhaus Marie Lannelongue in Pléssis-Robinson eine schwere Krankenhausinfektion durch multiresistente Staphylococcus-aureus-Bakterien. Dank einer Behandlung im Pariser Krankenhaus Croix-Saint-Simon überlebte sie, blieb aber körperlich schwer beeinträchtigt und musste ihre Tätigkeit auf der Bühne beenden.
Sie führte dann Gespräche mit Claude Massot für die Sendung TV Dim-Dam-Dom (1972) und mit Daniel Jeannet für den Sender Radio Suisse Romande (1986).